# Violín de talalate
El violín de talalate también llamado mico de talalate es una variante nicaragüense del violín tradicional europeo, con un sonido más agudo. Se fabrica únicamente en Nicaragua, lo que lo convierte en un símbolo patrio como instrumento musical nacional.
Se utiliza principalmente en las polkas, mazurcas y los jamaquellos norteños nicaragüenses de origen europeo y en el son nica.
Para fabricar un violín tradicional europeo se usa madera de abeto o de arce. En Nicaragua, a falta de esos árboles, los campesinos norteños hacían el violín con madera de talalate, árbol que crece en el valle de Sébaco.
El mico neosegoviano original era un instrumento de tres cuerdas, que el campesiño norteño nicaragüense sostiene con el pecho en vez de ponérselo en el cuello, utiliza cuerdas hechas a partir de tripas de cerdo retorcidas, y la cuerda del arco es hecha de pelos de la crin del caballo.
Como es el caso del europeo, el violín de talalate es instrumento de 4 cuerdas, y para tocarlo se emplea un arco de pelo de caballo; pero descansa sobre el codo en lugar de hacerlo sobre el hombro. Con la modernización del país, su producción artesanal está en baja.